# Partit Democràtic dels Turcs
El Partit Democràtic dels Turcs (turc Türc Demokratik Partisi, macedònic Демократска партија на Турците; Demokratska Partija na Turcite, DPT) és un partit polític de Macedònia del Nord que hi defensa els interessos de la minoria turca. A les eleccions legislatives macedònies de 2002 va obtenir dos escons. A les eleccions legislatives macedònies de 2008 ha format part de la coalició encapçalada per la VMRO-DPMNE, que ha guanyat les eleccions. El seu cap, Kenan Hasipi, és diputat.